# Бреннан, Брэндон
Брэндон Шон Майкл Бреннан (англ. Brandon Sean Michael Brennan, 26 июля 1991, Мишен-Вьехо, Калифорния) — американский бейсболист, питчер клуба Главной лиги бейсбола «Сиэтл Маринерс».

## Карьера
Брэндон Бреннан родился 26 июля 1991 года в Мишен-Вьехо. В 2010 году он окончил старшую школу Капистрано-Вэлли, за команды которой играл в бейсбол и американский футбол на позиции квотербека. На драфте МЛБ 2010 года Бреннан был выбран клубом «Колорадо Рокиз» в сороковом раунде. Брэндон отказался от подписания контракта и принял предложение спортивной стипендии от Орегонского университета. После первого курса он перевёлся в колледж Ориндж-Кост. Проведя два сезона в чемпионате NCAA, в 2012 году Бреннан был выбран в четвёртом раунде драфта клубом «Чикаго Уайт Сокс».
В 2012 году он сыграл четырнадцать матчей за «Грейт-Фолс Вояджерс» в Лиге пионеров. В следующем сезона Брэндон выступал за «Каннаполис Интимидейторс», но в июле перенёс операцию Томми Джона и пропустил больше года. На поле он вернулся по ходу сезона 2014 года и до его окончания провёл шесть игр стартовым питчером за «Уинстон-Сейлем Дэш». Аналитики сайта Baseball America отмечали его синкер и фастбол, скорость которого достигала 96 миль в час. Оптимальной для него называлась роли реливера. Начало сезона 2015 года Брэндон пропустил из-за травмы, а в оставшейся части чемпионата провёл на поле 58 1/3 иннинга в составе «Дэш». В ноябре он был включён в расширенный состав «Уайт Сокс».
2016 год сложился для Бреннана неудачно. По ходу сезона его перевели в команду АА-лиги «Бирмингем Бэронс», где показатель пропускаемости ERA Брэндона превысил 8,00. Всего по итогам чемпионата он одержал три победы при двенадцати поражениях с пропускаемостью 6,79. После завершения сезона руководство «Уайт Сокс» передало права на игрока клубу ААА-лиги «Шарлотт Найтс».
В сезоне 2017 года тренерский штаб клуба перевёл Бреннана в буллпен. В ААА-лиге за «Найтс» он сыграл в четырнадцати матчах, сделав шесть сейвов. Большую часть чемпионата 2018 года Брэндон провёл в составе «Бирмингема», но в августе снова вернулся в «Шарлотт». Сезон стал для него лучшим в карьере. В последних десяти играх Бреннан сделал двадцать один страйкаут при всего пяти уоках. Всего в командах фарм-системы «Уайт Сокс» он провёл сто семьдесят две игры с пропускаемостью 4,64, одержав двадцать пять побед при тридцати четырёх поражениях. В ноябре Брэндон получил статус свободного агента и подписал контракт с «Колорадо».
Через месяц, во время Зимних встреч владельцев команд, Бреннан на драфте по правилу №5 был выбран клубом «Сиэтл Маринерс». В соответствии с правилами драфта, он был включён в основной состав команды не менее чем на девяносто дней с начала сезона 2019 года. В Главной лиге бейсбола Брэндон дебютировал 21 марта, выйдя на замену в восьмом иннинге матча с «Оклендом».